# Cherry Valley, Illinois
Cherry Valley là một làng thuộc quận Winnebago, tiểu bang Illinois, Hoa Kỳ. Năm 2010, dân số của làng này là 3162 người.

## Dân số
Dân số qua các năm:
- Năm 2000: 2191 người.
- Năm 2010: 3162 người.